# Station Siemiatycze
Station Siemiatycze is een spoorwegstation in de Poolse plaats Siemiatycze-Stacja.